# Giuditta (nome)
Giuditta  è un nome proprio di persona italiano femminile.

## Varianti in altre lingue
- Catalano: Judit[7], Judita[7]
- Ceco: Judita[2][5]
  - Ipocoristici: Jitka[2][5]
- Danese: Jytte[2], Judit[2]
- Ebraico: יְהוּדִית (Yehûdhith, Yehûdit)[1][2][8]
  - Maschili: יְהוּדִי (Yehudi)[1]
- Francese: Judith[2][5]
- Galiziano: Xudit[7]
- Greco biblico: Ιουδιθ (Ioudith)[1][2][8]
- Inglese: Judith[2][8][5]
  - Ipocoristici: Judy[2][8][5], Judi[2][5], Judie[2][5], Jude[5], Jody[2]
- Latino: Iudith[2][3], Judith[1]
- Norvegese: Judit[2]
- Polacco: Judyta[2][5]
- Portoghese: Judite[2]
- Slovacca: Judita[2][5]
  - Ipocoristici: Jitka[5]
- Spagnolo: Judit[2][7], Judíta[7], Judith[2][5][7]
- Svedese: Judit[2]
- Tedesco: Judith[2][5]
  - Ipocoristici: Jutta[5][2], Jutte[5][2]
- Ungherese: Judit[2][5]
  - Ipocoristici: Juditka[5], Judika[5]
- Yiddish: הוּדֶעס (Hudes)[2]
  - Ipocoristici: יוּטְקֶע (Yutke)[2]

## Origine e diffusione

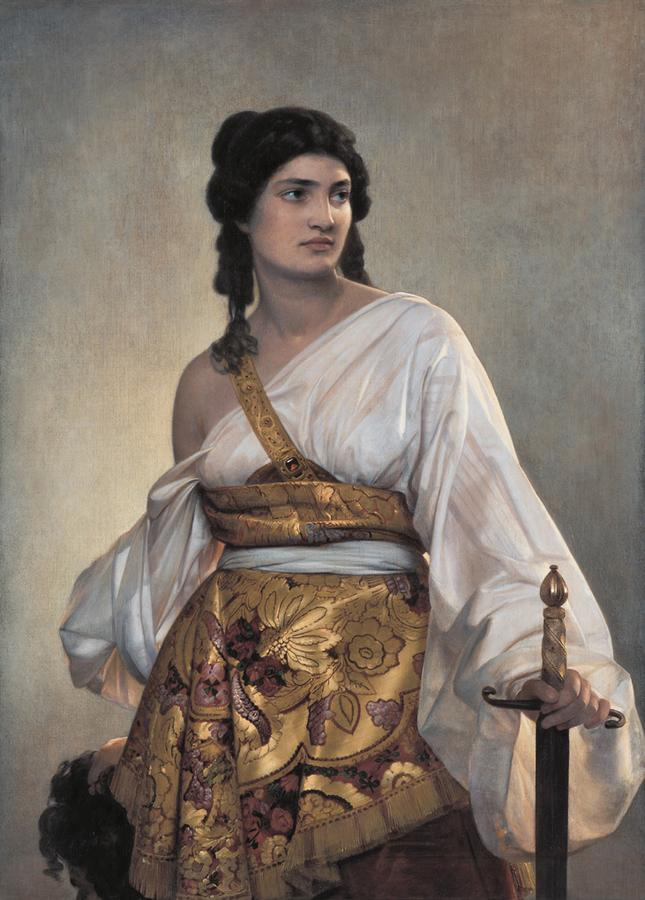
Giuditta, di August Riedel

Continua il nome ebraico יְהוּדִית (Yehudit), un etnico nato nel periodo dell'esilio babilonese, che significa "Giudea", "ebrea", "donna della Giudea", "figlia di Giuda" (sia il nome della Giudea, sia il termine "giudeo", derivano dal nome Giuda).
Nell'Antico Testamento è portato da una delle mogli di Esaù e soprattutto da Giuditta, la donna che uccise il comandante degli invasori assiri Oloferne, alla cui storia sono state ispirate numerose opere d'arte che ne hanno assicurato la diffusione. In Italia, negli anni settanta, se ne contavano ottantamila occorrenze, di cui due quinti in Lombardia e il resto sparso su tutto il territorio nazionale. In inglese divenne comune successivamente alla Riforma protestante, sebbene vi siano alcuni esempi del suo uso durante il Medioevo.
Va notato che la forma tedesca Jutta potrebbe anche derivare dall'antico nome germanico Judda (tratto dal nome della tribù degli Juti); inoltre, il nome Giulitta potrebbe essere un derivato di Giuditta.

## Onomastico
L'onomastico si può festeggiare in memoria di diverse sante e beate, nei giorni seguenti:
- 13 gennaio, santa Ivetta di Huy, chiamata anche Jutta, anacoreta e mistica belga[10]
- 13 marzo, santa Giuditta di Ringelheim, badessa, sorella di san Bernoardo di Hildesheim[10][11]
- 5 o 6 maggio, santa (o beata) Giuditta (o Jutta) di Sangerhausen (o di Prussia, o di Kulmsee), vedova ed eremitessa[1][11][10]
- 6 maggio, santa Giuditta, martire a Milano assieme a san Vittore sotto Massimiano[1]
- 29 giugno, santa Giuditta di Niederaltaich, principessa e anacoreta inglese[1][12]
- 29 novembre, beata Jutta di Heiligenthal, badessa cistercense[10]
- 22 dicembre, beata Jutta di Disibodenberg, o di Spanheim, eremitessa e badessa benedettina, maestra di santa Ildegarda di Bingen[10]

## Persone

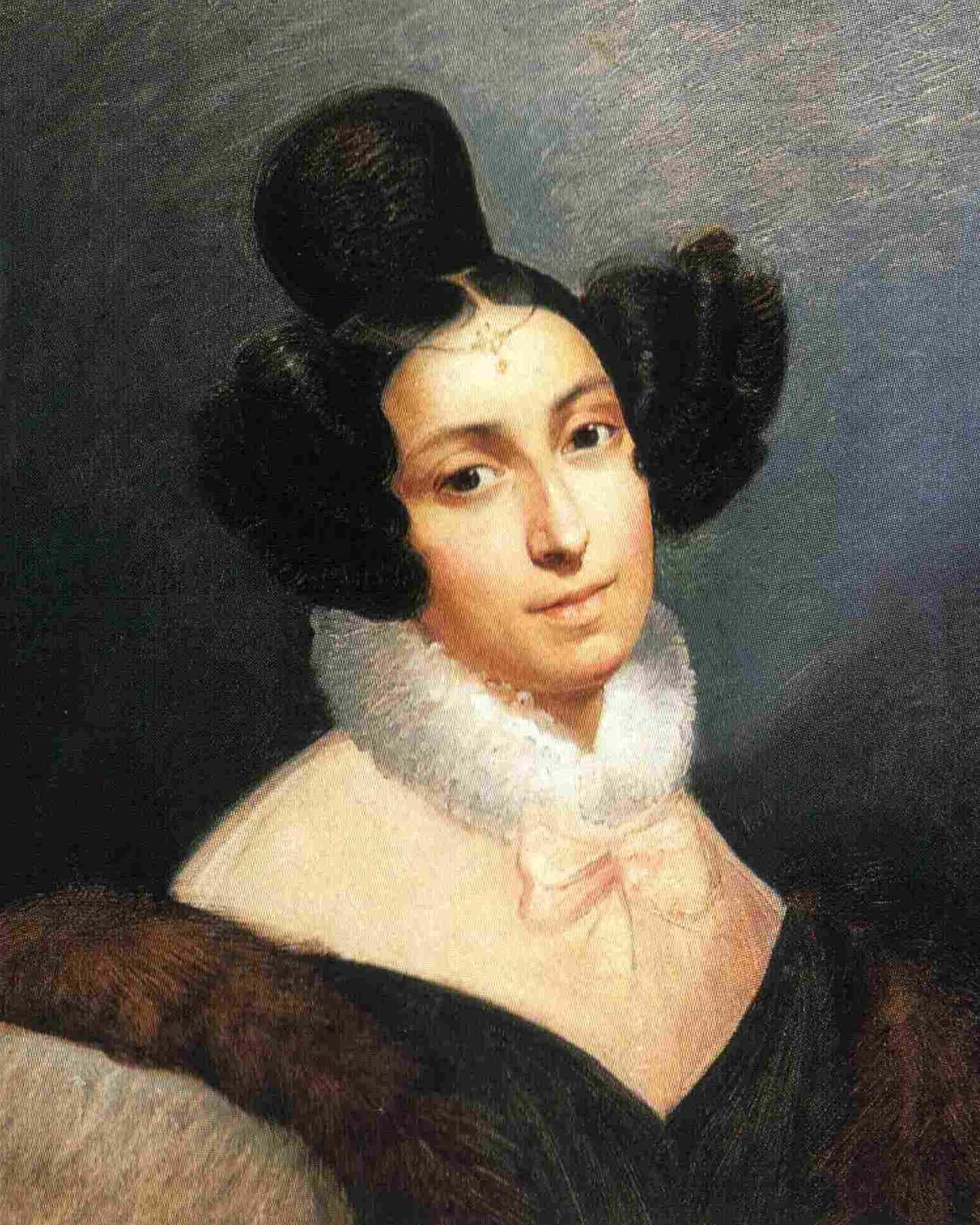
Giuditta Bellerio Sidoli

- Giuditta di Baviera o dei Guelfi, imperatrice d'Occidente e regina dei Franchi
- Giuditta Bellerio Sidoli, patriota italiana
- Giuditta d'Evreux, nobildonna normanna
- Giuditta Grisi, mezzosoprano italiano
- Giuditta Pasta, soprano italiano
- Giuditta Rissone, attrice italiana
- Giuditta Saltarini, attrice, showgirl e personaggio televisivo italiana
- Giuditta Sommaruga, filantropa italiana
- Giuditta Tarantelli, sceneggiatrice italiana
- Giuditta Tavani Arquati, patriota italiana

### Variante Judith

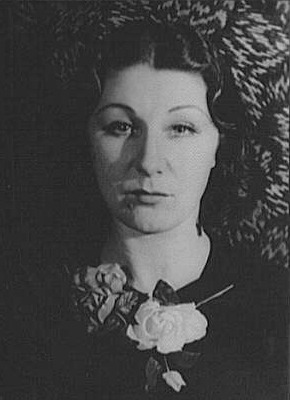
Judith Anderson

- Judith Anderson, attrice australiana
- Judith Arndt, pistard e ciclista su strada tedesca
- Judith Barsi, attrice statunitense
- Judith Butler, filosofa statunitense
- Judith Godrèche, attrice e scrittrice francese
- Judith Hermann, scrittrice tedesca
- Judith Leyster, pittrice e disegnatrice olandese
- Judith Light, attrice statunitense
- Judith Malina, regista teatrale e attrice teatrale statunitense
- Judith Resnik, astronauta statunitense
- Judith Nisse Shklar, filosofa lettone

### Variante Judy
- Judy Chu, politica statunitense

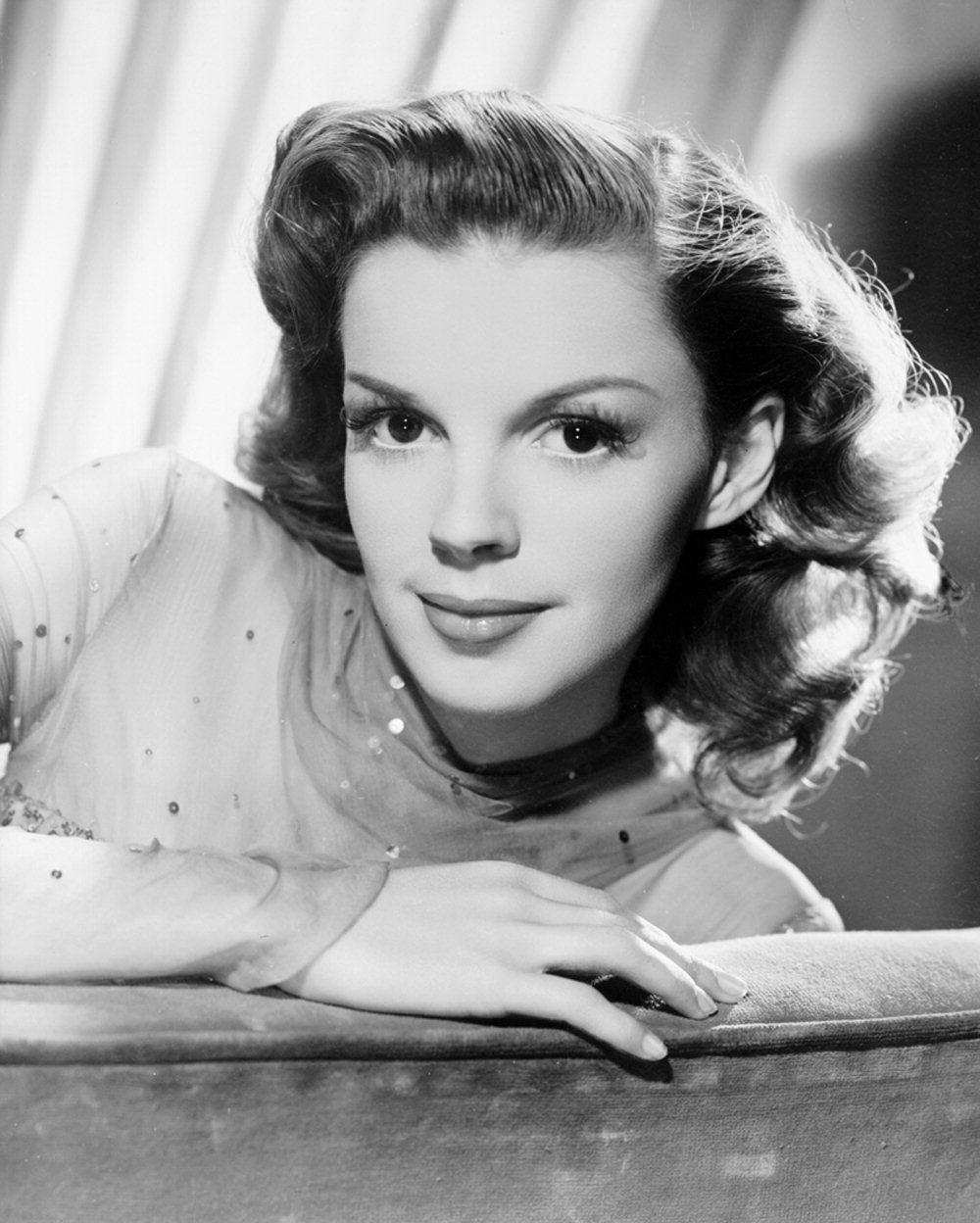
Judy Garland

- Judy Collins, cantautrice e attrice statunitense
- Judy Davis, attrice australiana
- Judy Garland, attrice, cantante e ballerina statunitense
- Judy Greer, attrice statunitense
- Judy Holliday, attrice statunitense
- Judy Kuhn, attrice e cantante statunitense
- Judy Reyes, attrice statunitense
- Judy Tenuta, attrice, comica e musicista statunitense
- Judy Winter, attrice e doppiatrice tedesca

### Variante Jutta

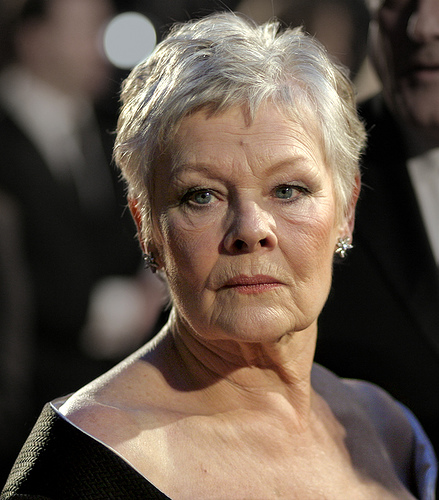
Judi Dench

- Jutta di Meclemburgo-Strelitz, membro del casato di Meclemburgo-Strelitz
- Jutta Heine, atleta tedesca
- Jutta Kleinschmidt, pilota di rally tedesca
- Jutta Speidel, attrice tedesca
- Jutta Urpilainen, politica finlandese

### Altre varianti
- Judi Dench, attrice britannica
- Judit Gal, traduttrice, scrittrice e critica letteraria ungherese naturalizzata italiana
- Jitka Nováčková, modella ceca
- Judit Polgár, scacchista ungherese
- Judie Tzuke, cantante inglese

## Il nome nelle arti
- Giuditta è un personaggio del film del 1988 Il piccolo diavolo, diretto da Roberto Benigni.
- Judith è la protagonista dell'opera lirica di Béla Bartók Il castello di Barbablù.
- Judy Evans è un personaggio del film del 1915 Judy Forgot, diretto da T. Hayes Hunter.
- Judy Hopps è la protagonista del film Disney Zootropolis.
- Judy Jetson è un personaggio della serie animata I Pronipoti.
- Judy Abbott è il personaggio principale della serie anime ispirata all'omonimo romanzo Papà Gambalunga.
- Judy Mizuhara è un personaggio della serie manga e anime Beyblade.
- Judith Mossman è un personaggio della serie televisiva Half-Life.
- Judith Wagner è un personaggio della soap opera La strada per la felicità.
- Judith è un singolo degli A Perfect Circle del 2000.